# 三重県道・奈良県道・京都府道82号上野南山城線
三重県道・奈良県道・京都府道82号上野南山城線（みえけんどう・ならけんどう・きょうとふどう82ごう うえのみなみやましろせん）は、三重県伊賀市から京都府相楽郡南山城村に至る主要地方道（三重県道・奈良県道・京都府道）である。

## 概要

### 路線データ
- 起点：三重県伊賀市白樫字永谷2558番地先[1]
- 終点：京都府相楽郡南山城村[2]
- 重要な経過地：奈良県奈良市[注釈 1][2]
- 路線延長：21.9km
  - 三重県区間：1.601km[要出典]
  - 奈良県区間：8.6km[要出典]
  - 京都府区間：11.6701km[3]

## 歴史
本路線は、道路法（昭和27年法律第180号）第56条の規定に基づいた主要な都道府県道（主要地方道）として1954年（昭和29年）に建設省（現・国土交通省）が日本で初めて指定した路線の1つである奈良津線の一部と、同法第7条の規定に基づいた京都府の一般府道として1959年（昭和34年）に京都府が初めて認定した282路線のうちの1つであり、奈良県では1961年（昭和36年）に県道路線認定した大河原停車場月ケ瀬線を前身としている。同法第56条の規定に基づき、1976年（昭和51年）の第4次主要地方道指定時に建設省が主要地方道に指定したのを受け、三重県、奈良県および京都府が上野南山城線として府県道路線認定して現在に至る。

### 年表
- 1954年（昭和29年）1月20日 - 建設省が県道奈良月瀬線、県道月瀬上野線、県道上野月瀬線、県道津奈良線の一部を主要地方道奈良津線（奈良市 - 津市、重要な経過地：奈良県添上郡東里村、同郡月瀬村、三重県名賀郡花垣村、上野市）として主要地方道に指定[4]。
- 1955年（昭和30年）
  - 3月1日 - 奈良県が奈良津線（奈良市 - 津市、整理番号：11号）として県道路線認定[5]。
  - 3月8日 - 三重県が奈良津線（奈良市 - 津市、整理番号：8号）として県道路線認定[6]。
- 1959年（昭和34年）12月18日 - 京都府が大河原停車場月ケ瀬線（国鉄大河原停車場 - 奈良県添上郡月ケ瀬村、整理番号：一般地方道111号）として府道路線認定[7][注釈 2]。
- 1961年（昭和36年）2月1日 - 奈良県が大河原停車場月瀬線（京都府相楽郡南山城村大河原停車場 - 添上郡月瀬村（月額）、整理番号：21号）として県道路線認定[5][注釈 2][注釈 3]。
- 1976年（昭和51年）4月1日 - 建設省が、県道奈良津線の一部、府道遅瀬大河原停車場線を上野南山城線（上野市 - 京都府相楽郡南山城村、重要な経過地：奈良県添上郡月ケ瀬村）として主要地方道に指定[2]。
- 1977年（昭和52年）
  - 3月18日 - 三重県が上野南山城線（上野市 - 京都府相楽郡南山城村、整理番号：1号）として県道路線認定し、奈良津線のうち上野市以東の残部は津上野線（整理番号:7号）[注釈 4]として県道路線認定[8]。同日、奈良津線を廃止[9]。
  - 3月29日 - 奈良県が上野南山城線（三重県上野市 - 京都府相楽郡南山城村、整理番号：主要地方道3号）として県道路線認定[5]。
  - 6月9日 - 京都府が上野南山城線（上野市 - 相楽郡南山城村、整理番号：主要地方道60号）として府道路線認定[10]。同日、遅瀬大河原停車場線を廃止[11]。
- 1994年（平成6年）
  - 4月1日 - 三重県が路線番号を変更（路線認定の一部改正）し、整理番号を82号に変更[12]。
  - 4月1日[要出典] - 奈良県が路線番号を変更し、整理番号を82号に変更。
  - 4月1日 - 京都府が路線番号を再編（路線認定の一部改正）し、整理番号を主要地方道82号に変更[13]。
- 2018年（平成30年）3月30日 - 国道163号北大河原バイパスの開通に伴い、旧道のうち、元の国道163号交点から木津川市側の新道交点までの区間が本路線の区域となる[14]。

## 路線状況

### 重複区間
- 奈良県道214号月瀬三ケ谷線
- 奈良県道4号笠置山添線（奈良市月ヶ瀬嵩 - 奈良市月ヶ瀬桃香野）

### 利用状況
2005年度（平成17年度道路交通センサスより）
平日24時間交通量
| 地点                             | 交通量  |
| 奈良県奈良市月ヶ瀬尾山           | 2,119台 |
| 奈良県奈良市月ヶ瀬石打           | 2,730台 |
| 京都府相楽郡南山城村字高尾小字林 | 274台   |

休日24時間交通量
| 地点                   | 交通量  |
| 奈良県奈良市月ヶ瀬尾山 | 1,180台 |
| 奈良県奈良市月ヶ瀬石打 | 2,925台 |

平日12時間交通量
| 地点                             | 交通量  |
| 奈良県奈良市月ヶ瀬尾山           | 1,682台 |
| 奈良県奈良市月ヶ瀬石打           | 2,167台 |
| 京都府相楽郡南山城村字高尾小字林 | 219台   |

## 地理

### 通過する自治体
路線認定された1977年以降、平成の大合併により三重県上野市は伊賀市の一部に、奈良県添上郡月ヶ瀬村は奈良市の一部にそれぞれなっている。
- 三重県
  - 伊賀市
- 奈良県
  - 奈良市
- 京都府
  - 相楽郡南山城村

### 交差する道路
| 交差する道路              | 交差する場所 | 交差する場所   | 交差する場所             | 備考                                         |
| ------------------------- | ------------ | -------------- | ------------------------ | -------------------------------------------- |
| 国道25号                  | 三重県       | 上野市         | （白樫）                 |                                              |
| 三重県道686号上野島ヶ原線 | 三重県       | 上野市         | （白樫）                 |                                              |
| 奈良県道753号月ヶ瀬今山線 | 奈良県       | 奈良市         | （月ヶ瀬尾山）           |                                              |
| 奈良県道214号月瀬三ケ谷線 | 奈良県       | 奈良市         | （月ヶ瀬長引）           |                                              |
| 奈良県道4号笠置山添線     | 奈良県       | 奈良市         | （月ヶ瀬嵩）             | ※ここから奈良市月ヶ瀬桃香野まで県道4号と重複 |
| 奈良県道214号月瀬三ケ谷線 | 奈良県       | 奈良市         | （月ヶ瀬嵩）             |                                              |
| 奈良県道4号笠置山添線     | 奈良県       | 奈良市         | （月ヶ瀬桃香野）         |                                              |
| 国道163号                 | 京都府       | 相楽郡南山城村 | （大字北大河原小字中山） |                                              |

※ 交差する場所の括弧書きは地名、それ以外は交差点名で表示

### 沿線
- 奈良市役所月ヶ瀬行政センター
- 月ヶ瀬梅林
- 名張川
- 高山ダム
- 南山城村役場
- 関西本線 大河原駅